# Ден Кендзіро
Барон Ден Кендзіро (田 健治郎, 25 березня 1855 — 16 листопада 1930) — японський політик і член кабінету міністрів у довоєнному уряді Японської імперії. Він також був 8-м японським генерал-губернатором Тайваню з жовтня 1919 по вересень 1923 року і першою цивільною особою, яка обіймала цю посаду. Ден також був співзасновником Kaishinsha Motorcar Works, попередника сучасного Nissan і оригінального виробника автомобілів Datsun.

## Біографія
Ден народився в домені Танба-Кайбара, розташованому в районі Хікамі провінції Танба (частина сучасного міста Танба, Хьоґо, де його батько був старостою села (нанусі). Після реставрації Мейдзі він шукав свого щастя в префектурі Кумамото (1874), а потім у префектурі Айті в 1875 році. Поступивши на службу в поліцейське управління, він згодом був призначений до префектури Коті, префектури Канагава та префектури Сайтама. Близько 1890 року він привернув увагу міністра зв'язку Гото Сьодзіро, який залучив його до центральної бюрократії уряду Мейдзі. Він піднявся до посади віце-міністра і одночасно працював у раді керуючих Японських державних залізниць. У 1898 році він пішов у відставку з державної служби, щоб погодитися на посаду президента Кансайської залізничної компанії.
У 1900 році Ден повернувся на державну службу як директор адміністративного бюро Міністерства зв'язку, але знову пішов у відставку лише через рік, щоб балотуватися на виборах до нижньої палати парламенту Японії за підтримки Іто Хіробумі та політичної партії Ріккен Сейюкай. Він обіймав посаду два терміни поспіль, повертаючись щоразу на керівну посаду в Міністерстві зв'язку. У 1906 році він був призначений до Палати перів, а наступного року став бароном (дансяку) у системі перства кадзоку. У політиці він тісно приєднався до фракції консервативного жанру Ямагати Арітомо, але пізніше розійшовся з Ямагатою через питання, пов'язані зі скандалом із Siemens.
Ден також був одним із засновників Kaishinsha Motorcar Works у 1914 році. Буква «D» у абревіатурі компанії «DAT» була від «Ден». Пізніше змінена на «Datsun», у 1930-х рокахкомпанія була придбана Nissan zaibatsu.
З 1916 по 1918 рік за прем'єр-міністра Терауті Масатаке Ден був призначений міністром зв'язку. У цей період він висловлював занепокоєння щодо домінування Сполучених Штатів і Великої Британії над новою Лігою Націй, що сприяло «оточенню» Японії. У 1919 році Ден був призначений генерал-губернатором Тайваню, став першою цивільною особою, призначеною на цю посаду. Будучи генерал-губернатором, він пропагував нову політику соціальної та політичної асиміляції, за якою дискримінаційні закони в освіті були скасовані. Під час правління Дена було проведено кілька важливих реформ, включаючи різноманітні адміністративні реформи, розширення системи державної освіти, зменшення участі поліції в місцевій адміністрації, будівництво водосховища Чанан та легалізацію японо-тайванських шлюбів. Проголошена мета Дена полягала в тому, щоб тайванське населення в кінцевому підсумку користувалося тими ж політичними правами, що й японці на Домашніх островах, і щоб тайванці були асимільовані в нормальне японське суспільство. Було пом'якшено закони про бізнес, щоб тайванські підприємці могли працювати з японцями, а також було засновано кілька тайванських газет. Під час його правління наслідний принц Хірохіто відвідав Тайвань з державним візитом.
Після Великого землетрусу Канто 1923 року Дена було відкликано до Японії, і його попросили зайняти пости міністра юстиції та міністра сільського господарства та торгівлі у 2-й адміністрації Ямамото Ґоннохьо. Разом із міністром внутрішніх справ Ґото Сімпеєм він заклав основи для відновлення Токіо після катастрофи. Однак, разом з рештою кабінету, він був змушений піти у відставку після інциденту Тораномон. Після 1925 року він служив членом Таємної ради. Ден помер від ускладнень після внутрішньочерепного крововиливу в 1930 році у своєму будинку в Сетаґая, Токіо. Його могила знаходиться на кладовищі Тама в Футю, Токіо.
Ден вів докладний щоденник з 1906 року до своєї смерті в 1930 році, який є важливим джерелом для історії політики періоду Тайсьо в історії Японії.

## Нагороди та відзнаки

### Японські

#### Звання і титули
- Барон (21 вересня 1907)

#### Нагороди
- Великий Кордон Ордена Священного скарбу (25 грудня 1919 р.)
- Великий Кордон Ордена Вранішнього Сонця (1 листопада 1920)
- Великий Кордон Ордену Квітів павловнії (16 листопада 1930; посмертно)

#### Порядок пріоритету
- Четвертий ранг (28 лютого 1898)
- Третій ранг (30 вересня 1916 р.)
- Другий ранг (1 квітня 1930)

### Іноземні
- Франція: офіцер ордена Почесного легіону (12 квітня 1894 р.)
- Данія: командор ордена Даннеброг (20 січня 1897 р.)
- Австро-Угорщина: кавалер ордена Залізної корони другого ступеня (28 травня 1897 р.)
- Османська імперія: Орден Меджіді 2-го ступеня (26 серпня 1897 р.)